# 宝梵寺 (清徐)
宝梵寺，位于山西省太原市清徐县东于镇东于村，已列为山西省文物保护单位。

## 保护
1983年8月17日，宝梵寺由太原市人民政府公布为第一批太原市文物保护单位。
2016年6月6日，宝梵寺由山西省人民政府公布为第五批山西省文物保护单位，编号5-22-3-3。